# جاناتان کیتس
جاناتان کیتس (انگلیسی: Jonathon Keats؛ زادهٔ ۲ اکتبر ۱۹۷۱) یک هنرمند مفهومی، فیلسوف نظری، رمان‌نویس و روزنامه‌نگار اهل ایالات متحده آمریکا است. شهرت وی به واسطهٔ مطرح کردن آزمایش‌های فکری در ابعاد بزرگ است. وی زادهٔ نیویورک و دانش آموختهٔ رشتهٔ فلسفه در کالج آمهرست است و هم‌اکنون ساکن سان فرانسیسکو و ایتالیاست.
شهرت دیگر او به‌خاطر تلاشش بابت مهندسی ژنتیک و خلق «خدا» در آزمایش است. او چنین کرد تا بفهمد جایگاه خدا در درخت تبارزایی گونه‌ها کجاست. او اعلام کرد که توانسته نقش خدا را بازی کند و با استفاده از مکانیک کوانتومی یک گیتی جدید خلق کند.
او در حوالی سال ۲۰۰۵ میلادی به هنر انتزاعی زیست فرازمینی علاقه‌مند شد و نقاشی بر روی بوم با استفاده از سیگنال‌های رادیویی دریافتی از رادیو تلسکوپ رصدخانه آرسیبو در پورتوریکو را آغاز کرد.
وی در سال ۲۰۱۱ یک «رستوران فتوسنتزی» گشود که در آن، گیاهان از «قرمه‌آفتاب» لذت ببرند. دستور غذایی از طریق فیلتر کردنِ اشعهٔ خورشید از میان پلکسی‌گلس تهیه شد.  مکان رستوران، در باغ‌های بیرون موزه هنر کروکر در ساکرامنتو، کالیفرنیا بود و نخستین مهمانان این رستورانِ فتوسنتزی هم بوته‌های رز صدساله بودند.